# Vovciok, Berșad
Vovciok (în ucraineană Вовчок) este un sat în comuna Lisnîce din raionul Berșad, regiunea Vinnița, Ucraina.

## Demografie
Componența lingvistică a localității Vovciok
     Ucraineană (99,37%)
     Alte limbi (0,63%)
Conform recensământului din 2001, majoritatea populației localității Vovciok era vorbitoare de ucraineană (99,37%), existând în minoritate și vorbitori de alte limbi.